# 仙波優
仙波優（せんば まさる、1974年9月22日 - 1999年11月27日）は、愛媛県出身の元ラグビー選手。元トヨタ自動車ヴェルブリッツ所属。

## 人物
松山商1年の10月までは野球部だったが、ラグビーに転向した。3年時にはフルバックで全国高等学校ラグビーフットボール大会に出場。
関東学院大学では大学選手権に3度出場、センター、ウィングをこなし4年時には主将も務めた。
トヨタ自動車入社後は主にWTBとして活躍、1997年度日本選手権準優勝。1998年度にはチームとして12年ぶりの全国社会人大会優勝。1998年秋のW杯アジア予選で日本代表入りを果たしたが、1999年11月27日午前1時ごろ、愛知県豊田市本地町6丁目の市道で乗用車を運転中、道路左側のガードレールにぶつかった後、電柱に激突し、頭蓋骨骨折で即死した。戒名は常光院法優信士（じょうこういんほうゆうしんじ）。